# De Sauvage

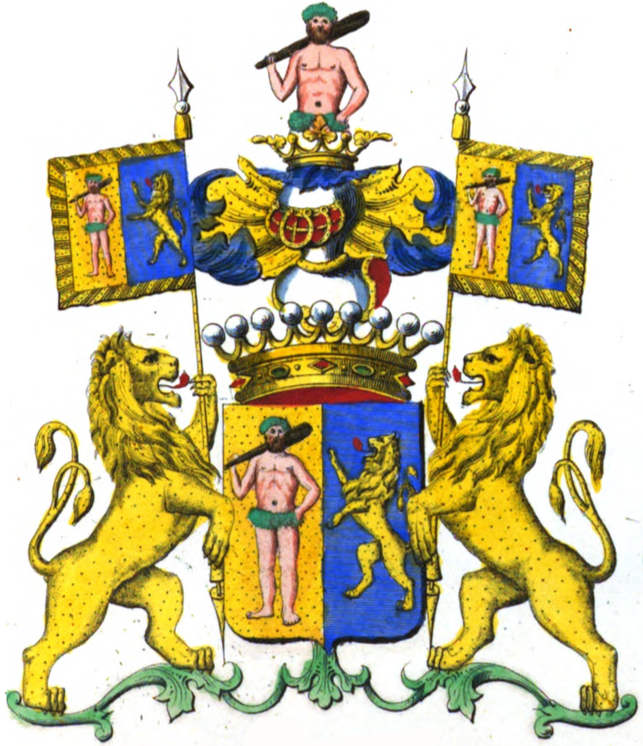
Wapen van de familie de Sauvage

De Sauvage, ook De Sauvage Vercour was een Zuid-Nederlandse adellijke familie.

## Geschiedenis
In 1762 werd door de graaf von Zeyll de titel van erfelijk ridder toegekend aan Frédéric-Joseph Sauvage, financieel raadgever bij de prins-bisschop van Luik en getrouwd met Marie-Catherine Vercour.

## Genealogie
- Frédéric-Joseph Sauvage
  - Etienne de Sauvage (zie hierna)
  - Jean-Nicolas de Sauvage Vercour (zie hierna)

## Etienne de Sauvage
- Etienne Frédéric Joseph de Sauvage (Luik, 21 augustus 1757 - 15 november 1834) werd in 1822 erkend in de erfelijke adel, met de titel ridder, overdraagbaar bij eerstgeboorte. Hij trouwde in 1777 in Luik met Gertrude de Behr (1746-1782), dochter van Jean Joseph de Behr, baljuw an Awans en Loncin, en vervolgens in 1784 in Luik met Anne Brahy (1758-1801). Uit het tweede huwelijk had hij vijf kinderen.
  - Etienne de Sauvage (1789-1867), was een van de stichters van het koninkrijk België. Hij was advocaat, magistraat, gemeenteraadslid van Luik, lid van de Provinciale Staten van Luik, gouverneur van Luik minister van Binnenlandse Zaken en lid van het Nationaal Congres. Hij trouwde in 1821 in Luik met Hubertine De Leeuw (1796-1839) en vervolgens in 1845 in Brussel met Marie-Louise Sauvage (1800-1882). Uit het eerste huwelijk had hij drie zoons, maar zonder verdere afstammelingen. In 1840 werd de riddertitel overdraagbaar op alle mannelijke afstammelingen. Toen hij het emeritaat bereikte werd hem in 1855 de erfelijke titel van graaf toegekend, overdraagbaar bij eerstgeboorte.
  - Frédéric Joseph de Sauvage (1792-1865), voorzitter van de kamer van koophandel in Luik, trouwde in 1813 in Luik met Marie-Béatrice Keppenne (1792-1859). Ze kregen twee zoons en een dochter. In 1840 werd de riddertitel overdraagbaar op alle mannelijke afstammelingen.
    - Alphonsine de Sauvage (1817-1885), trouwde in 1839 in Luik met Charles Antoine de Donnéa (1817-1897). Ze kregen vier dochters, met afstammelingen tot heden. Ze waren de schoonouders van jhr. Jules de Montpellier d'Annevoie.
    - Adolphe de Sauvage (1821-1898), trouwde in 1847 in Luik met Idalie de Spirlet (1824-1871). Ze kregen vijf kinderen.
      - Paul de Sauvage (1848-1909), provincieraadslid van Luik en burgemeester van Tilff, trouwde in 1869 in Luik met Léonie Nagelmackers (1850-1921), kleindochter van Gérard Nagelmackers. Ze kregen een dochter.
        - Jeanne de Sauvage (1876-1959), trouwde in 1896 in Tilff met baron Camille de Menten de Horne (1870-1914), sneuvelde als een van de eerste Belgen in de Eerste Wereldoorlog op 5 augustus 1914. Ze kregen een dochter, met afstammelingen tot heden.

      - Marie-Jeanne de Sauvage (1850-1915), trouwde in 1874 in Luik met baron Léon de Macar (1850-1894), zoon van Ferdinand de Macar, industrieel, volksvertegenwoordiger, burgemeester van Hermalle-sous-Huy en voorzitter van de Raad van Adel. Ze kregen twee zoons, met afstammelingen tot heden.
      - Frédéric de Sauvage (1852-1906), trouwde in 1878 in Sohier met burggravin Caroline de Baré de Comogne (1859-1937). Ze kregen twee zoons, zonder verdere afstammelingen.
      - Joseph de Sauvage (1861-1927), trouwde in 1883 in Brussel met Julie Le Grand (1863-1930), dochter van Jules Le Grand, industrieel. Ze kregen drie zoons en vijf dochters.
        - Marcel de Sauvage (1883-1968), trouwde in 1922 in Antwerpen met jkvr. Marthe Cardon de Lichtbuer (1892-1969), dochter van jhr. Philippe Cardon de Lichtbuer, bankier. Ze kregen een zoon en een dochter, met afstammelingen tot heden. In 1953 verkreeg hij de titel graaf, overdraagbaar bij eerstgeboorte.
        - Guy de Sauvage (1885-1953), consul, trouwde in 1919 in Amby met Angèle Regout (1897-1965), dochter van Alfred Hubert Regout, industrieel. Ze kregen drie zoons en een dochter, met afstammelingen tot heden.
        - Augusta de Sauvage (1888-1970), trouwde in 1911 in Annevoie-Rouillon met Henri Fabri (1884-1933), vicegouverneur van de Nationale Bank van België, zoon van Ernest Fabri, pauselijk graaf, advocaat, bankier en burgemeester van Seny. Ze kregen vier zoons, met afstammelingen tot heden.
        - Berthe de Sauvage (1889-1961), trouwde in 1919 in Annevoie-Rouillon met Albert Pirmez (1883-1946), piloot tijdens de Eerste Wereldoorlog, burgemeester van Gougnies en industrieel, zoon van Henri Pirmez, burgemeester van Gougnies. Het huwelijk bleef kinderloos.

## Jean-Nicolas de Sauvage Vercour
- Jean-Nicolas Joseph de Sauvage (Luik, 20 november 1758 - 12 oktober 1825) werd in 1822 erkend in de erfelijke adel met de titel ridder, overdraagbaar bij eerstgeboorte. Hij trouwde in 1786 in Luik met Marie-Barbe Brahy (1760-1793). Ze kregen twee zoons en twee dochters.
  - Rosalie de Sauvage Vercour (1788-1868), trouwde in 1812 in Luik met Charles-François de Loets de Trixhe (1778-1865), burgemeester van Tavier. Ze kregen drie dochters, met afstammelingen tot heden.
  - Jean-François de Sauvage Vercour (1789-1860), trouwde in 1820 in Andenne met Philippine de Reul (1793-1875). Ze kregen vier kinderen, maar in de volgde generatie doofde deze familietak in mannelijke lijn uit.
  - Frédéric de Sauvage Vercour (1792-1864), trouwde met Charlotte de Rosen (1787-1824) en vervolgens met Sophie de Fisenne (1796-1863). In 1830 werd hij opgenomen in de Ridderschap van Luik en in 1840 werd zijn riddertitel uitgebreid tot overdraagbaarheid op alle mannelijke afstammelingen. Hij kreeg drie kinderen uit het eerste en één zoon uit het tweede huwelijk. Met afstammelingen tot heden.